# Discophora philippina
Discophora philippina är en fjärilsart som beskrevs av Moore 1895. Discophora philippina ingår i släktet Discophora och familjen praktfjärilar. Inga underarter finns listade i Catalogue of Life.